# Maria Cabrera
Maria Cabrera i Callís (Gerona, 1983) es una poetisa y profesora asociada española de la Universidad de Barcelona. Se licenció en Filología catalana por la Universitat de Barcelona y ha hecho una tesina sobre lingüística, concretamente El rotacisme de /d/ intervocàlica en alguerès. Interpretació fonològica i anàlisi quantitativa de la variació.
Está preprando la tesis doctoral en la sección de lingüística del departamento de filología catalana de la Universidad de Barcelona con el título: Contactes consonàntics en alguerès. Descripció i anàlisi sincròniques.
Diferentes grupos y cantantes catalanes han musicado algunos de sus poemas. Manel lo ha hecho con "Jonàs"  también Bikimel. Petit ha musicado el poema inédito "Nit mallorquina", en el álbum Llenya Prima, Miss Carrussel i Clara Peya han musicado "Cançó dels dies de cada dia", publicado en La matinada clara y Sílvia Pérez Cruz lo ha hecho con "Pare meu" adaptación del poema "Salm i paràbola de la memòria pròdiga" dentro de los poemarios de La matinada clara.

## Poesía publicada
- Jonàs (Editorial Galerada, 2004)
- La matinada clara (Edicions a Petició, 2010) con ilustraciones de Maria Alcaraz i Frasquet. Este poemario se titula de la misma manera que el poema "La matinada clara" de Joan Salvat-Papasseit.
- Ningú no ens representa. Poetes emprenyats (Editorial Setzevents, 2011) con otros setenta poetas. Este poemario surgió durante la acampada del Movimiento 15-M del 2011 en la Plaza de Cataluña de Barcelona.

## Premios
- 2004: Premio Amadeu Oller para jóvenes poetas inéditos por Jonàs.[2]
- 2016: Premio Carles Riba de poesía para La ciutat cansada.[3]